# Gerrie Knetemann
Gerard Friedrich Knetemann (Amsterdam, 6 marzo 1951 – Bergen, 2 novembre 2004) è stato un ciclista su strada e pistard olandese.
Professionista dal 1974 al 1989, fu campione del mondo su strada nel 1978 al Nürburgring e vinse due Amstel Gold Race. Era un corridore adatto alle corse di un giorno e alle brevi corse a tappe.

## Carriera
Passista-velocista, noto anche per il fatto di correre con indosso gli occhiali da vista, divenne professionista nel 1974 e due anni dopo venne ingaggiato dalla TI-Raleigh di Peter Post: con l'ex seigiornista di Amsterdam collaborò per otto stagioni, gareggiando al fianco di atleti come Jan Raas, Dietrich Thurau, Hennie Kuiper.
In carriera ottenne complessivamente 130 vittorie, la più importante delle quali fu quella al Campionato del mondo su strada del 1978 al Nürburgring, quando batté al fotofinish in volata il campione in carica Francesco Moser. Tra le altre, degne di nota sono le quattro vittorie al Giro dei Paesi Bassi (1976, 1980, 1981 e 1986), le due all'Amstel Gold Race (1974, 1985), la Parigi-Nizza del 1978 e i dieci successi di tappa al Tour de France (con Jan Raas e Joop Zoetemelk condivide il record di vittorie al Tour per un olandese) in undici partecipazioni complessive, portando tra l'altro la maglia gialla complessivamente per otto giornate.
In seguito ad una grave caduta nella Dwars door België nel 1983, a causa della quale restò a lungo immobilizzato, la sua carriera cominciò la fase discendente. Dopo il ritiro dall'attività professionistica, avvenuto nel 1989, fu nominato prima direttore sportivo della PDM-Concorde e poi, dal 1991, commissario tecnico della Nazionale olandese di ciclismo.
Morì all'età di 53 anni, il 2 novembre 2004, colpito da un attacco cardiaco mentre era in sella ad una mountain bike nella località olandese di Bergen. Sei giorni dopo oltre 2000 persone omaggiarono la sua salma presso il velodromo di Alkmaar.

## Palmarès

### Strada
- 1972

Omloop Het Volk
- 1973

Omloop Het Volk
- 1974

Amstel Gold Race
1ª tappa, 2ª semitappa Critérium du Dauphiné Libéré
- 1975

12ª tappa Tour de France (Albi)
3ª tappa Tour de Romandie
Prologo Tour de Picardie
3ª tappa Etoile des Espoirs
- 1976

1ª tappa, 1ª semitappa Vuelta a Andalucía (Malaga)
7ª tappa, 1ª semitappa Vuelta a Andalucía (Marbella)
Classifica generale Vuelta a Andalucía
4ª tappa Giro dei Paesi Bassi (Maastricht)
Classifica generale Giro dei Paesi Bassi
- 1977

19ª tappa Tour de France (Digione)
21ª tappa Tour de France (Versailles)
3ª tappa Parigi-Nizza (Romans-sur-Isère)
6ª tappa, 2ª semitappa Parigi-Nizza (Col d'Ampus)
Classifica generale Quattro giorni di Dunkerque
Eschborn-Frankfurt City Loop
- 1978

Acht van Chaam
Campionato del mondo in linea
1ª tappa Parigi-Nizza (Nogent sur Marne) (con Joop Zoetemelk)
2ª tappa Parigi-Nizza (Auxerre)
7ª tappa, 2ª semitappa Parigi-Nizza (Col d'Èze)
Classifica generale Parigi-Nizza
4ª tappa, 2ª semitappa Tour Méditerranéen (Mont Faron)
Classifica generale Tour Méditerranéen
18ª tappa Tour de France (Losanna)
22ª tappa Tour de France (Parigi)
Prologo Tour de Suisse (Spreitenbach)
Grand Prix Pino Cerami
Gouden Pijl Emmen
London-Crystal Palace
5ª tappa, 1ª semitappa Giro dei Paesi Bassi (Goes)
Ronde van Midden-Zeeland
- 1979

Acht van Chaam
1ª tappa Giro dei Paesi Bassi (Amsterdam)
Prologo Parigi-Nizza (Parigi)
Prologo Tour de Suisse (Zurigo)
3ª tappa, 1ª semitappa Tour de Suisse (Obersiggenthal)
6ª tappa Tour de Suisse (Locarno)
9ª tappa, 2ª semitappa Tour de Suisse (Hendschiken)
Prologo Tour de France (Fleurance)
22ª tappa Tour de France (Auxerre)
- 1980

Classifica generale Giro dei Paesi Bassi
Prologo Tour Méditerranéen (Mentone) (con Jan Raas)
Classifica generale Tour Méditerranéen
Prologo Parigi-Nizza (Issy-les-Moulineaux)
7ª tappa, 2ª semitappa Parigi-Nizza (Col d'Èze)
12ª tappa Tour de France (Pau)
Classifica generale Giro del Belgio
Ronde van Midden-Zeeland
3ª tappa Zes van Rijn en Gouwe (Gouda) (con Gerrie van Gerwen)
- 1981

Draai van de Kaai
Nokere Koerse
2ª tappa, 2ª semitappa Giro dei Paesi Bassi (Enter)
Classifica generale Giro dei Paesi Bassi
5ª tappa, 2ª semitappa Tour de Romandie
- 1982

Mijl van Mares
4ª tappa Tour de France (Mouscron)
11ª tappa Tour de France (Valence d'Agen)
Prologo Tirreno-Adriatico (Cerenova)
4ª tappa Tirreno-Adriatico (San Benedetto del Tronto)
1ª tappa, 2ª semitappa Tre Giorni di La Panne (Wezel)
Classifica generale Tre Giorni di La Panne
- 1983

Grand Prix de Costières du Gard
4ª tappa, 2ª semitappa Tour Méditerranéen (Béziers)
Classifica generale Tour Méditerranéen
- 1984

Prologo Vuelta a Andalucía (Mijas)
5ª tappa, 2ª semitappa Vuelta a Andalucía (Águilas)
Prologo Vuelta a la Comunidad Valenciana (San Juan)
Grand Prix Pino Cerami
- 1985

Amstel Gold Race
- 1986

Profronde van Oostvorne
4ª tappa, 2ª semitappa Giro dei Paesi Bassi (Nimega)
Classifica generale Giro dei Paesi Bassi
2ª tappa Tour de Suisse (Liestal)
- 1987

Classifica generale Postgirot Open

### Pista
- 1978

Sei giorni di Gand (con Patrick Sercu)
Sei giorni di Maastricht (con René Pijnen)
- 1980

Sei giorni di Maastricht (con René Pijnen)
- 1981

Campionati europei di derny
- 1982

Campionati europei di derny
- 1984

Campionati olandesi, Derny
- 1984

Sei giorni di Madrid (con José Luis Navarro)

## Piazzamenti

### Grandi Giri
- Giro d'Italia

1985: 94º
- Tour de France

1974: 38º
1975: 63º
1976: ritirato (15ª tappa)
1977: 31º
1978: 43º
1979: 30º
1980: 38º
1981: 55º
1982: 47º
1984: 103º
1986: 84º
1987: 89º
- Vuelta a España

1986: 59º

### Classiche monumento
- Milano-Sanremo

1975: 38º
1976: 13º
1977: 47º
1978: 112º
1979: 15º
1980: 74º
1982: 35º
1983: 59º
1984: ritirato
- Giro delle Fiandre

1974: 38º
- Parigi-Roubaix

1974: 55º
- Liegi-Bastogne-Liegi

1975: 6º
1977: 15º
1978: 26º
1979: 22º
1981: 9º
1982: ritirato
1985: 46º

### Competizioni mondiali
- Campionati del mondo su strada

Montréal 1974 - In linea: ritirato
Yvoir 1975 - In linea: 10º
Ostuni 1976 - In linea: ritirato
San Cristóbal 1977 - In linea: ritirato
Nürburgring 1978 - In linea: vincitore
Valkenburg 1979 - In linea: 13º
Sallanches 1980 - In linea: ritirato
Praga 1981 - In linea: ritirato
Goodwood 1982 - In linea: ritirato
Giavera del Montello 1985 - In linea: ritirato
Villach 1987 - In linea: 57º

## Riconoscimenti
- Sportivo olandese dell'anno nel 1978
- Trofeo Gerrit Schulte nel 1984